# Distretto di Sicaya
Il distretto di Sicaya  è uno dei ventotto distretti della provincia di Huancayo, in Perù. Si trova nella regione di Junín e si estende su una superficie di 42,3  chilometri quadrati.